# Przewodniczący Parlamentu Mołdawii
Przewodniczący Parlamentu (rum. Președintele Parlamentului) – jest przewodniczącym parlamentu Mołdawii.

## Historia

### Mołdawska Republika Demokratyczna
- Przewodniczący Rady Kraju:

| #  | Przewodniczący Rady Kraju               | Wizerunek | Rozpoczęcie sprawowania funkcji | Zakończenie sprawowania funkcji |
| -- | --------------------------------------- | --------- | ------------------------------- | ------------------------------- |
| 1. | Ion Inculeț (ur. 1884, zm. 1940)        |           | 4 grudnia 1917                  | 9 kwietnia 1918                 |
| 2. | Constantin Stere (ur. 1865, zm. 1936)   |           | 9 kwietnia 1918                 | 25 listopada 1918               |
| 3. | Pantelimon Halippa (ur. 1883, zm. 1979) |           | 25 listopada 1918               | 27 listopada 1918               |

### Mołdawska Autonomiczna Socjalistyczna Republika Radziecka
- Przewodniczący Tymczasowego Komitetu Rewolucyjnego Mołdawskiej ASRR:

| # | Przewodniczący Tymczasowego Komitetu Rewolucyjnego | Wizerunek | Rozpoczęcie sprawowania funkcji | Zakończenie sprawowania funkcji |
| - | -------------------------------------------------- | --------- | ------------------------------- | ------------------------------- |
|   | Grigorij Stary (ur. 1880, zm. 1937)                |           | 12 października 1924            | 23 kwietnia 1925                |

- Przewodniczący Centralnego Komitetu Wykonawczego Mołdawskiej ASRR:

| #  | Przewodniczący Centralnego Komitetu Wykonawczego | Wizerunek | Rozpoczęcie sprawowania funkcji | Zakończenie sprawowania funkcji |
| -- | ------------------------------------------------ | --------- | ------------------------------- | ------------------------------- |
| 1. | Grigorij Stary (ur. 1880, zm. 1937)              |           | 23 kwietnia 1925                | maj 1926                        |
| 2. | Tichon Konstantinow (ur. 1898, zm. 1957)         |           | lipiec 1938                     | 28 czerwca 1940                 |

### Mołdawska Socjalistyczna Republika Radziecka
- Przewodniczący Prezydium Rady Najwyższej Mołdawskiej SRR:

| #  | Przewodniczący Prezydium Rady Najwyższej | Wizerunek | Rozpoczęcie sprawowania funkcji | Zakończenie sprawowania funkcji |
| -- | ---------------------------------------- | --------- | ------------------------------- | ------------------------------- |
| 1. | Fiodor Browko (ur. 1904, zm. 1960)       |           | 10 lutego 1940                  | 29 marca 1951                   |
| 2. | Iwan Kodica (ur. 1899, zm. 1980)         |           | 29 marca 1951                   | 3 kwietnia 1963                 |
| 3. | Kiriłł Iljaszenko (ur. 1915, zm. 1980)   |           | 5 kwietnia 1963                 | 10 kwietnia 1980                |
| 4. | Ivan Calin (ur. 1935, zm. 2012)          |           | 10 kwietnia 1980                | 24 grudnia 1985                 |
| 5. | Alexandru Mocanu (ur. 1934)              |           | 24 grudnia 1985                 | 12 lipca 1990                   |
| 6. | Ion C. Ciobanu (ur. 1927, zm. 2001)      |           | 12 lipca 1990                   | 29 lipca 1990                   |
| 7. | Mircea Snegur (ur. 1940)                 |           | 29 lipca 1990                   | 3 września 1990                 |
| 8. | Alexandru Moșanu (ur. 1932, zm. 2017)    |           | 3 września 1990                 | 27 sierpnia 1991                |

## Parlament Republiki Mołdawii
5 czerwca 1990 Mołdawska Socjalistyczna Republika Radziecka zmieniła nazwę na Socjalistyczna Republika Mołdawii. Następnie w dniu 23 maja 1991 roku przyjęła nazwę Republika Mołdawii.
Przewodniczący Parlamentu Republiki Mołdawii:
| #   | Przewodniczący Parlamentu                  | Wizerunek | Rozpoczęcie sprawowania funkcji | Zakończenie sprawowania funkcji |
| --- | ------------------------------------------ | --------- | ------------------------------- | ------------------------------- |
| 1.  | Alexandru Moșanu (ur. 1932, zm. 2017)      |           | 27 sierpnia 1991                | 2 lutego 1993                   |
| 2.  | Petru Lucinschi (ur. 1940)                 |           | 4 lutego 1993                   | 9 stycznia 1997                 |
| 3.  | Dumitru Moțpan (ur. 1940, zm. 2018)        |           | 5 marca 1997                    | 23 kwietnia 1998                |
| 4.  | Dumitru Diacov (ur. 1952)                  |           | 23 kwietnia 1998                | 20 marca 2001                   |
| 5.  | Eugenia Ostapciuc (ur. 1947)               |           | 20 marca 2001                   | 24 marca 2005                   |
| 6.  | Marian Lupu (ur. 1966)                     |           | 24 marca 2005                   | 5 maja 2009                     |
| 7.  | Vladimir Voronin (ur. 1941)                |           | 12 maja 2009                    | 28 sierpnia 2009                |
| 8.  | Mihai Ghimpu (ur. 1951)                    |           | 28 sierpnia 2009                | 28 grudnia 2010                 |
| 9.  | Marian Lupu (ur. 1966)                     |           | 30 grudnia 2010                 | 25 kwietnia 2013                |
| (-) | Liliana Palihovici (tymczasowo) (ur. 1971) |           | 25 kwietnia 2013                | 30 maja 2013                    |
| 10. | Igor Corman (ur. 1969)                     |           | 30 maja 2013                    | 29 grudnia 2014                 |
| 11. | Andrian Candu (ur. 1975)                   |           | 23 stycznia 2015                | 24 lutego 2019                  |
| 12. | Zinaida Greceanîi (ur. 1956)               |           | 8 czerwca 2019                  | 26 lipca 2021                   |
| 13. | Igor Grosu (ur. 1972)                      |           | 26 lipca 2021                   | nadal                           |